# Zabern-affaire

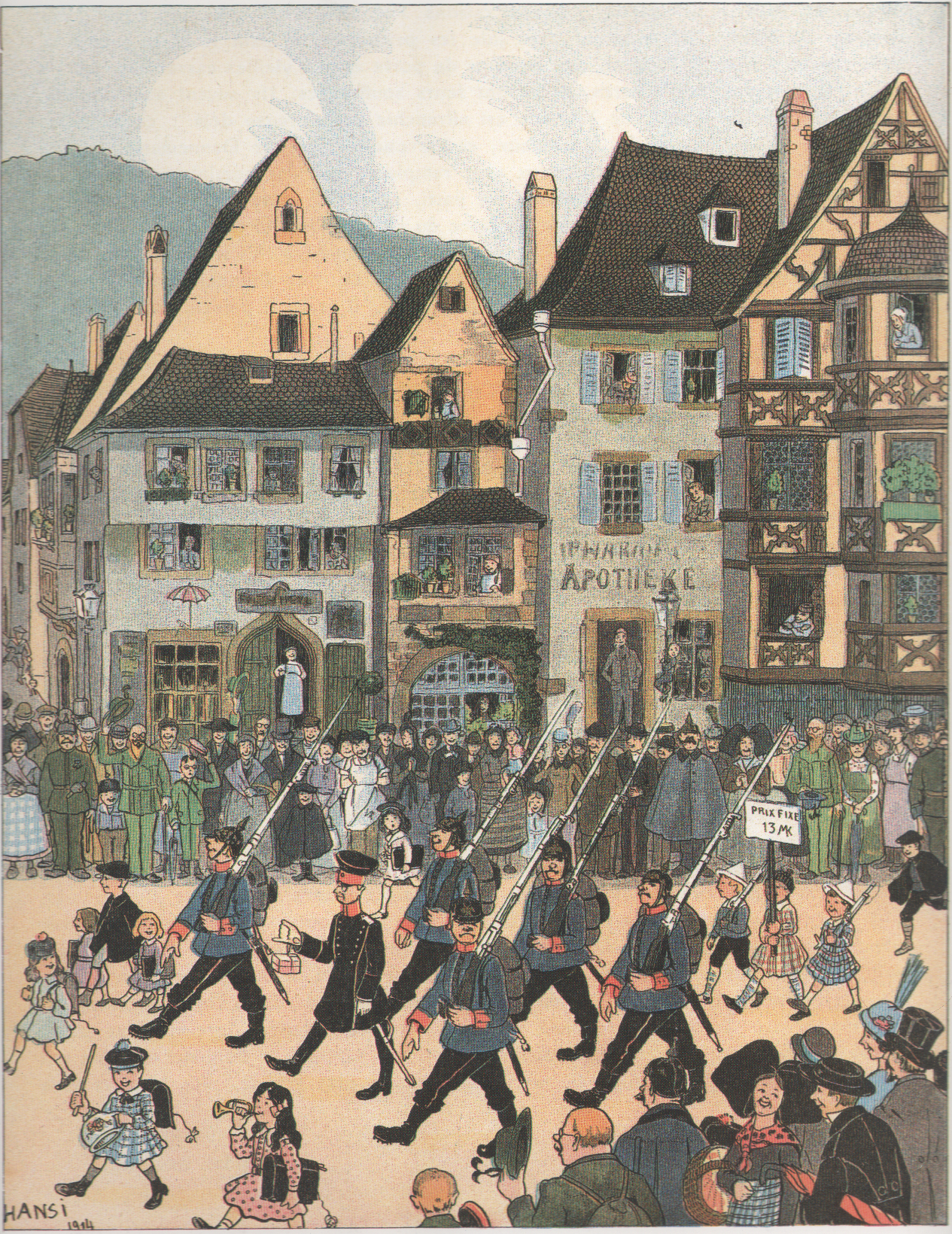
Pruisische militairen patrouilleren in Zabern - spotprent van 'Hansi' (Jean-Jacques Waltz).

De Zabern-affaire was een politieke crisis in het Duitse keizerrijk aan het eind van 1913. Deze werd veroorzaakt door onrust in Zabern (tegenwoordig Saverne) in Elzas-Lotharingen, waar in een kazerne twee bataljons Pruisische infanterie gelegerd waren. Een tweede luitenant had hier de plaatselijke bevolking beledigd door nieuwe Elzassische rekruten uit te maken voor 'Wacker' (nietsnutten) een denigrerende Duitse benaming voor 'Elzassers'. Als gevolg hiervan braken er rellen en protesten uit onder de lokale bevolking. Het leger trad op maar de onrust verspreidde zich. Keizer Wilhelm II werd op de hoogte gebracht maar die toonde aanvankelijk weinig interesse en beval dat verdere onrust eveneens hard onderdrukt moest worden. In de Rijksdag verrees echter ook protest tegen deze maatregelen, vooral de SPD roerde zich.
In Frankrijk, dat het in 1871 gedwongen afgestane Elzas-Lotharingen weer terug wilde, werd in de Franse media de affaire breed uitgemeten als weer een voorbeeld van Duitse onderdrukking van de Elzassers. Maar ook in de Duitse pers werd de affaire druk bediscussieerd. Het gevolg was dat het aanzien van Wilhelm II, door voorgaande publieke schandalen al flink beschadigd, nog verder verslechterde. Ook het Pruisische militarisme kwam verder onder vuur te liggen. De afkeer van veel Elzassers tegen de annexatie van hun gebied door het keizerrijk in 1871 kreeg een nieuwe impuls, maar voor dit nog verder kon escaleren brak de Eerste Wereldoorlog uit.

## Bron
- Richard W. Mackey: The Zabern Affair, 1913–1914, University Press of America, Lanham 1991; ISBN 0-8191-8408-X.